# 上普雄站
上普雄站（站牌彝文写作ꎮꁌꑪ/shap pu xop）是一个成昆线上的铁路车站，位于四川省凉山彝族自治州越西县依洛地坝镇上普雄，建于1970年，目前为四等站，邮政编码为616675。目前客运：办理旅客乘降；不办理行李、包裹托运；货运：办理整车、零担货物发到。

## 图片

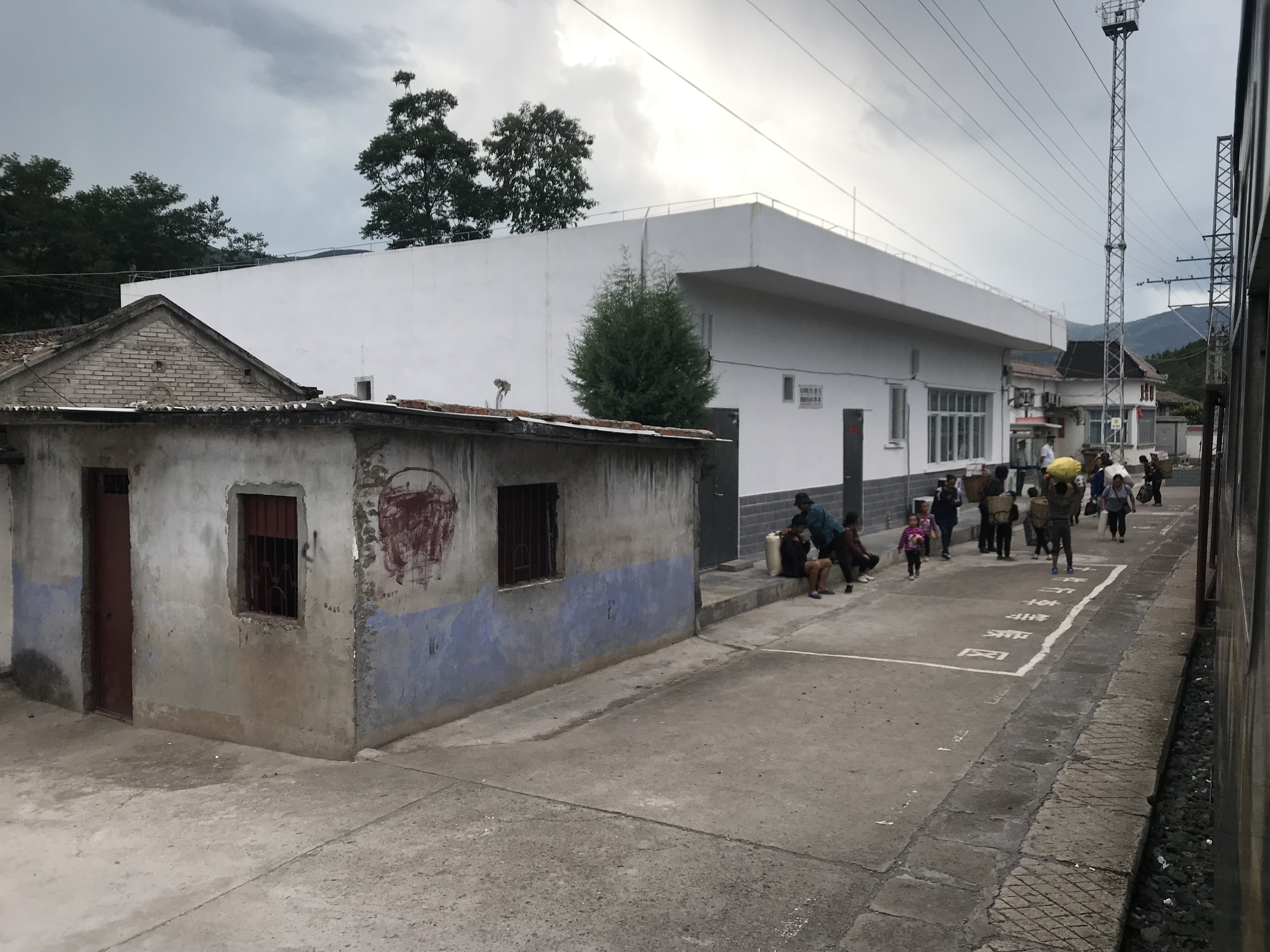
站台候客区
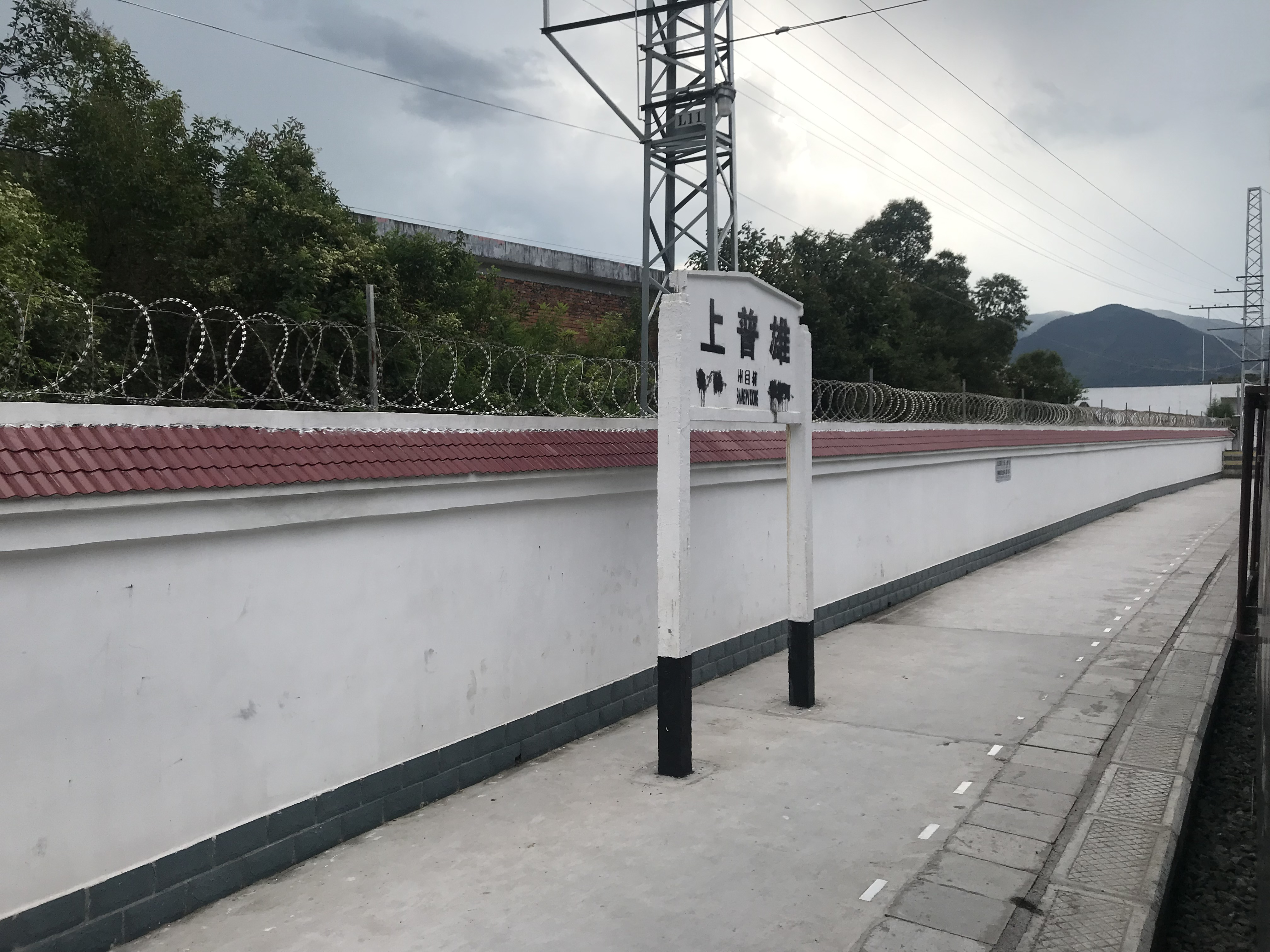
车站站台
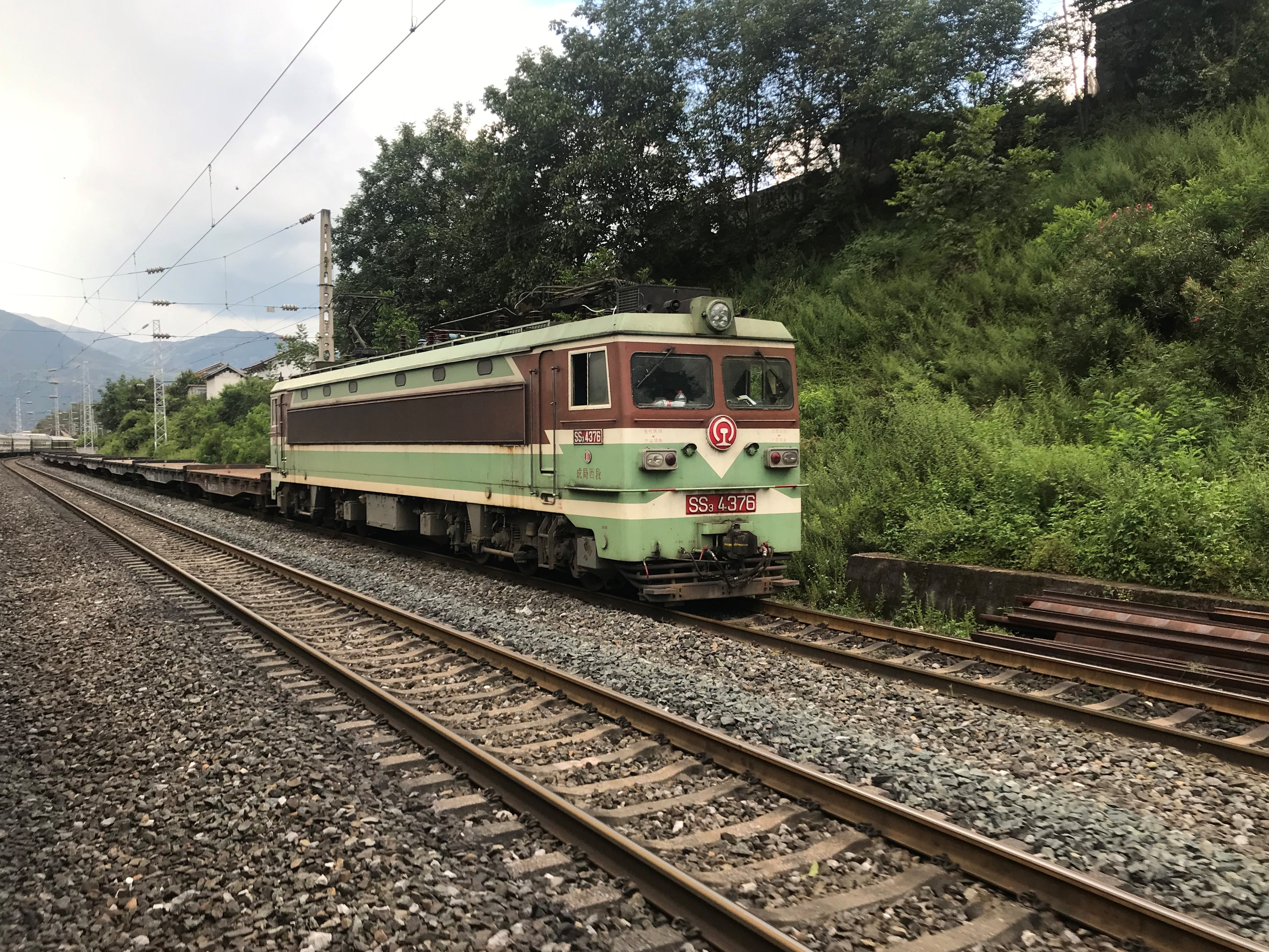
车站站场
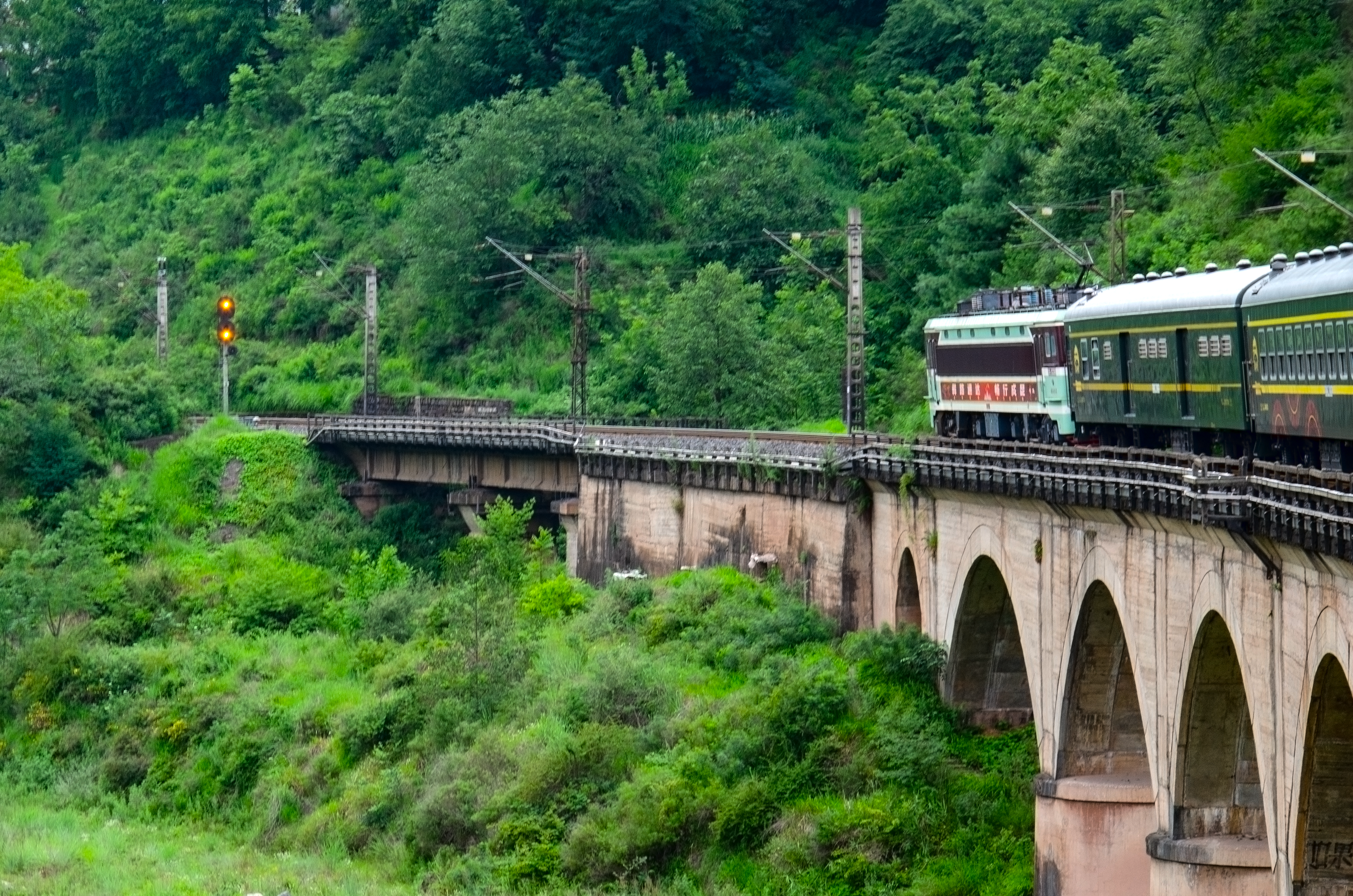
5634次列车于上普雄大桥